# Erlöserkirche (Gevelsberg)

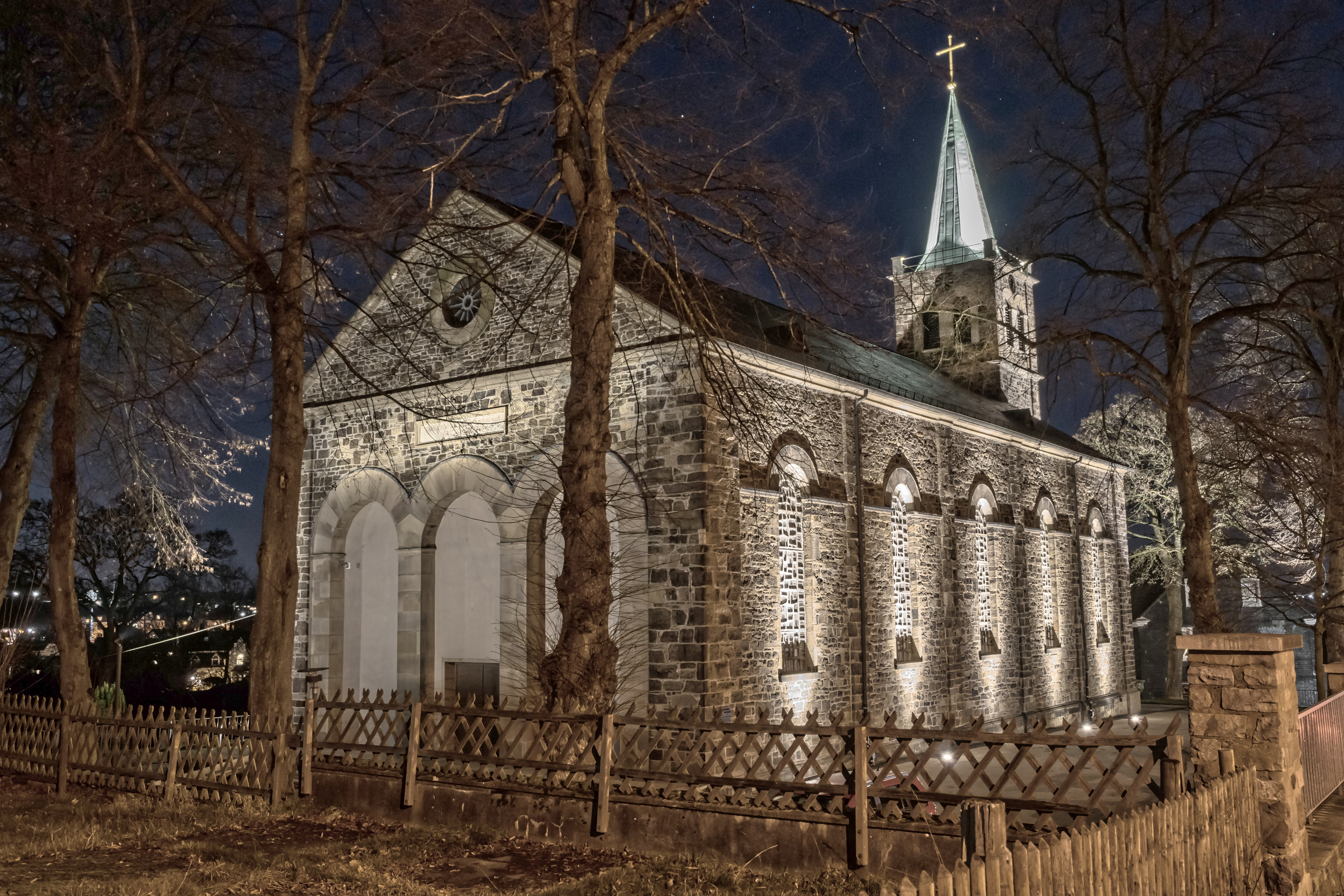
Erlöserkirche Gevelsberg 2016

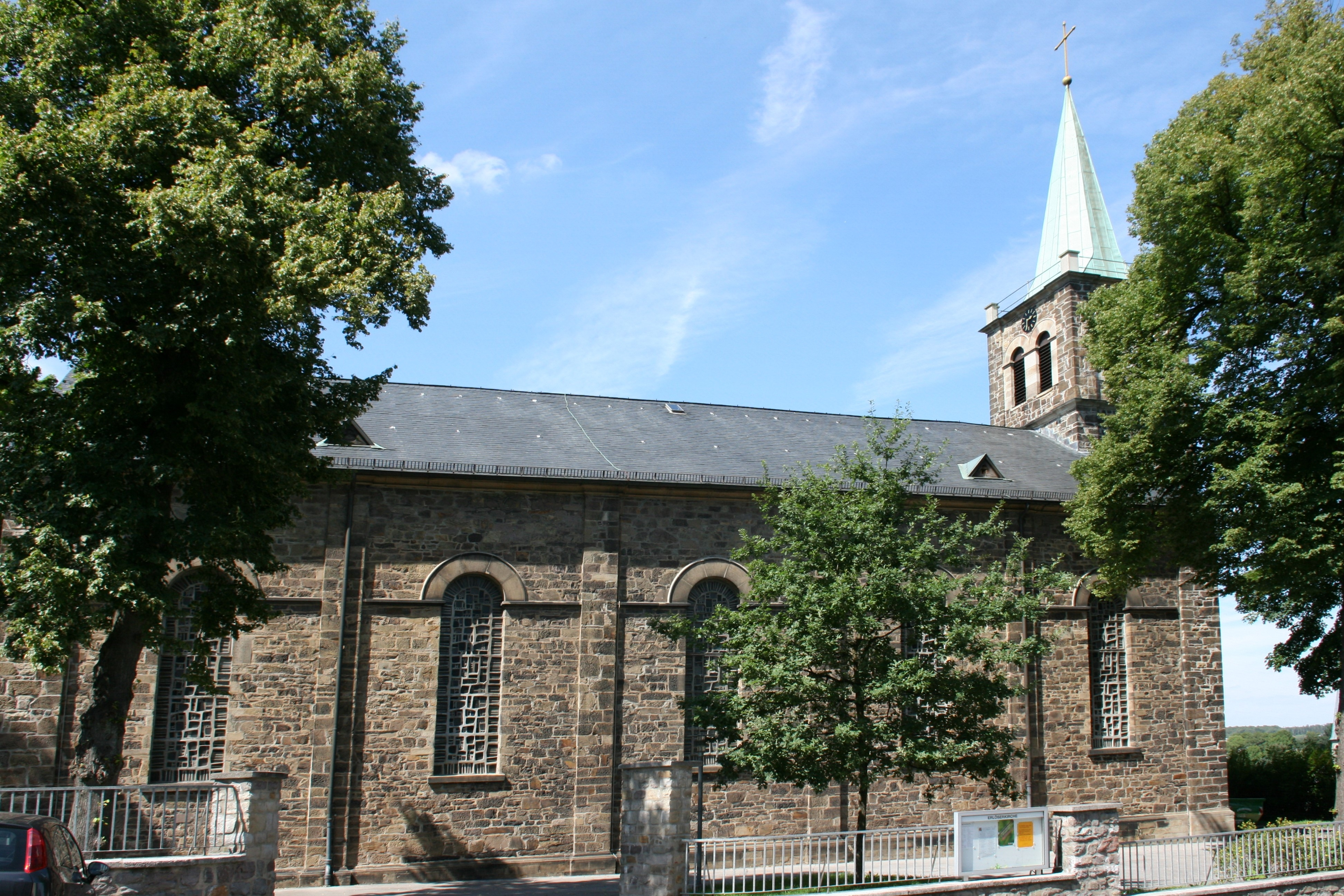
Erlöserkirche in Gevelsberg

Die evangelische Erlöserkirche (ⓘ) ist ein denkmalgeschütztes Kirchengebäude in der Elberfelder Straße 16 in Gevelsberg im Ennepe-Ruhr-Kreis in Nordrhein-Westfalen.

## Geschichte und Architektur
Der fünfachsige klassizistische Saal wurde von 1826 bis 1830 von Friedrich August Ritter nach durch Karl Friedrich Schinkel revidierten Plänen errichtet. Der Turm steht östlich. Die Kirche wurde als Ersatz für die 1825 abgebrochene Stiftskirche aus Bruchstein gebaut. Die Wände sind durch Gesimse und Rundbogenfenster gegliedert. Die westliche Rundbogenarkade um den Haupteingang wurde nachträglich vermauert. In den schlichten Innenraum wurde eine Holzdecke eingezogen. Ansonsten ist der Innenraum im Stile der 1950er Jahre gestaltet. Die Westempore wurde von 1967 bis 1968 eingebaut.

## Orgel
Die Orgel wurde 1969 von dem Orgelbauer Detlef Kleuker (Bielefeld-Brackwede) errichtet. Das Schleifladen-Instrument hat 37 Register auf drei Manualen und Pedal. Die Spieltrakturen sind mechanisch, die Registertrakturen sind elektrisch.
| I Schwellwerk C–f3 |                   |        |
| 1.                 | Salizional        | 08′    |
| 2.                 | Koppelflöte       | 08′    |
| 3.                 | Prinzipal         | 04′    |
| 4.                 | Gedackt           | 04′    |
| 5.                 | Waldflöte         | 02′    |
| 6.                 | Sesquialtera II 0 | 2 ⁄3′  |
| 7.                 | Septime           | 01 ⁄7′ |
| 8.                 | Sifflöte          | 01′    |
| 9.                 | Scharff IV        | 01′    |
| 10.                | Dulzian           | 16′    |
| 11.                | Oboe              | 08′    |
|                    | Tremulant         |        |

| II Hauptwerk C–f3 |            |        |
| 12.               | Pommer     | 16′    |
| 13.               | Prinzipal  | 08′    |
| 14.               | Rohrflöte  | 08′    |
| 15.               | Oktave     | 04′    |
| 16.               | Gemshorn 0 | 04′    |
| 17.               | Nasat      | 02 ⁄3′ |
| 18.               | Oktave     | 02′    |
| 19.               | Mixtur VI  | 01 ⁄3′ |
| 20.               | Trompete   | 08′    |

| III Brustwerk C–f3 |               |       |
| 21.                | Holzgedackt 0 | 8′    |
| 22.                | Rohrflöte     | 4′    |
| 23.                | Prinzipal     | 2′    |
| 24.                | Quinte        | 1 ⁄3′ |
| 25.                | Cymbel III    | 1⁄2′  |
| 26.                | Musette       | 8′    |
| 27.                | Tremulant     |       |

| Pedalwerk C–f1 |                 |     |
| 28.            | Prinzipal       | 16′ |
| 29.            | Subbaß          | 16′ |
| 30.            | Oktave          | 08′ |
| 31.            | Spitzgedackt    | 08′ |
| 32.            | Offenflöte      | 04′ |
| 33.            | Nachthorn       | 02′ |
| 34.            | Hintersatz IV 0 | 04′ |
| 35.            | Posaune         | 16′ |
| 36.            | Trompete        | 08′ |
| 37.            | Schalmei        | 04′ |

- Koppeln: I/II, III/II, I/P II/P, III/P

## Glocken
Nach der Vernichtung des alten Geläutes im Ersten Weltkrieg wurde 1917 ein Geläut aus Eisenhartgussglocken angeschafft. 2010 musste das Geläut komplett stillgelegt werden, da Glocken und Glockenstuhl erhebliche Korrosionsschäden aufwiesen. Eine dauerhafte Lösung konnte nur ein neues Geläut bringen. Die Gemeinde konnte die vier kleinen Glocken der 2011 profanierten evangelischen Auferstehungskirche in Gelsenkirchen gebraucht übernehmen und bekam sie sogar geschenkt. Die Glocken erhielten in Gevelsberg einen neuen Holzglockenstuhl und wurden am 8. Dezember 2012 erstmals geläutet. Die Glocken sind den Evangelisten Matthäus, Markus, Lukas und Johannes geweiht und erklingen in c', g', b' und c".